# Zlomené květiny
Zlomené květiny (Broken Flowers) je americký film z roku 2005, jehož režisérem byl Jim Jarmusch. Starý mládenec Don Johnston obdržel anonymní dopis, který naznačuje, že má dospělého syna. Vydává se tedy na cestu za svými bývalými milenkami, aby zjistil, která z nich je jeho matkou.

## Obsazení
| Bill Murray          | Don Johnston         |
| Julie Delpy          | Sherry               |
| Heather Alicia Simms | Mona                 |
| Brea Frazier         | Rita                 |
| Jeffrey Wright       | Winston              |
| Alexis Dziena        | Lolita               |
| Sharon Stone         | Laura                |
| Frances Conroy       | Dora                 |
| Christopher McDonald | Ron                  |
| Jessica Lange        | Carmen               |
| Chloë Sevigny        | Carmenina asistentka |
| Chris Bauer          | Dan                  |
| Larry Fessenden      | Will                 |
| Tilda Swinton        | Penny                |
| Pell James           | Sun Green            |
| Mark Webber          | syn                  |
| Ryan Donowho         | mladík v autobuse    |

## Ocenění filmu
- Cena diváků za nejlepší film, Filmový festival Cambridge, 2005
- Velká cena poroty, Filmový festival v Cannes, 2005
- Cena společnosti filmových kritiků San Diego za nejlepší herecký výkon ve vedlejší roli (Jeffrey Wright), 2005
- Český lev za nejlepší zahraniční film, Praha, 2006